# Општина Чупрене
Општина Чупрене (буг. Община Чупрене) је општина на северозападу Бугарске и једна од једанаест општина Видинске области. Општински центар је село Чупрене. Према подацима пописа из 2021. године општина је имала 1.635 становника. Простире се на површини од 327,32 km².
Границе општине су следеће:
- На северозападу – општина Белоградчик
- На северу – општина Димово
- На североистоку – општина Ружинци
- На истоку – општина Ћипровци, Монтанска област
- На југозападу – општина Књажевац, Србија
- На југу – град Пирот, Србија

## Насељена места
Општину чине осам села:
- Бостаните
- Врбово
- Горни Лом
- Долни Лом
- Протопопинци
- Репљана
- Средогрив
- Трговиште
- Чупрене